# Návrat divokých koní 2018

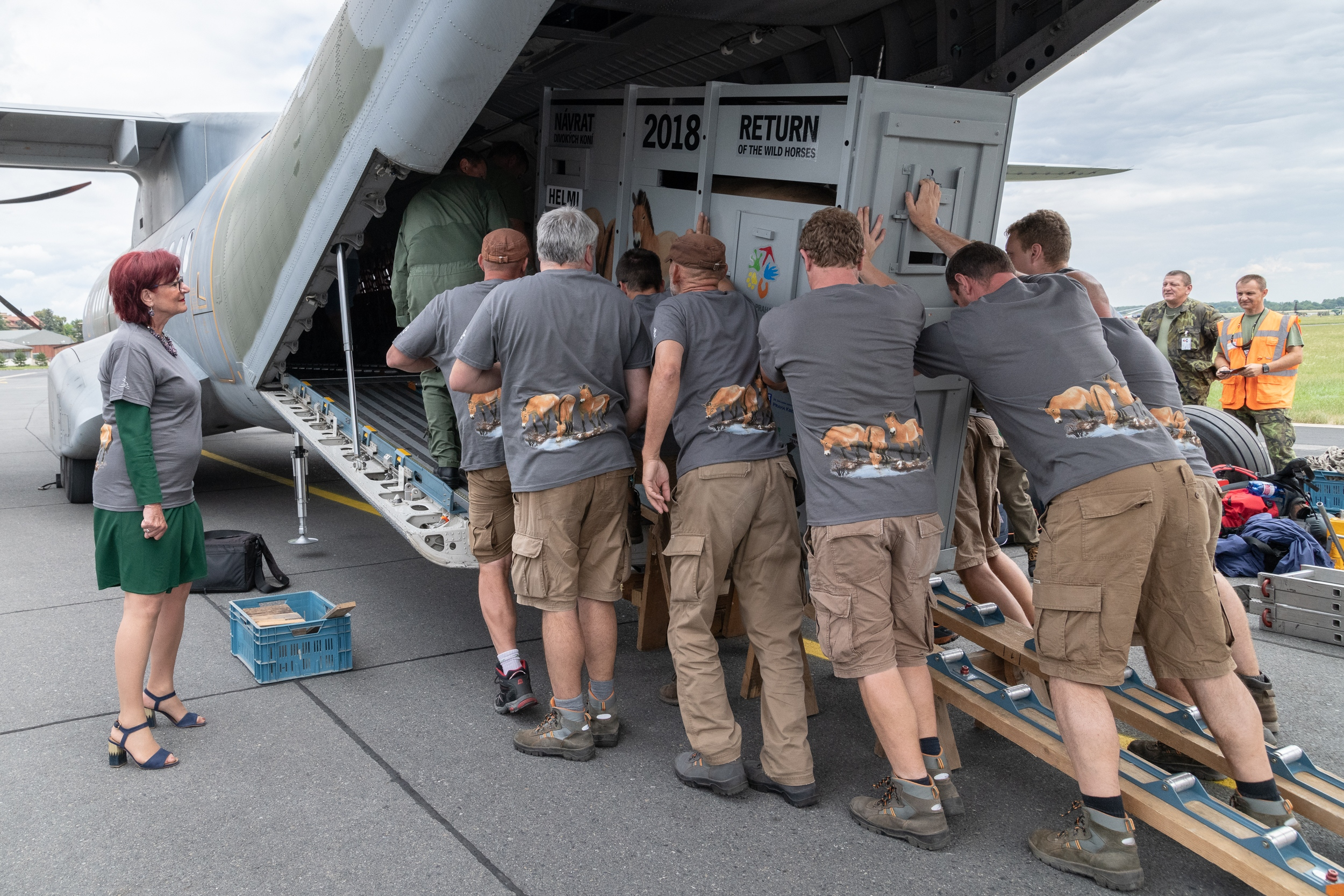
Nakládka transportních beden na letišti v Praze-Kbelích

Návrat divokých koní 2018 je název osmého ročníku reintrodukčního projektu Zoo Praha s názvem Návrat divokých koní určeného na záchranu koní Převalského. 
Akce probíhá ve spolupráci s Armádou ČR a dalšími zoologickými zahradami v Evropě, které poskytly koně.  
Transport čtyř koní směřoval stejně jako v předchozích letech a ročnících projektu do mongolského Tachin Talu v Gobi B. Akce se uskutečnila 19. a 20. června 2018.
Počet koní Převalského přepravených do Mongolska v rámci tohoto projektu se tak při tomto ročníku dostal přes hranici 30 jedinců.
Financování bylo zajištěno díky projektu a díky podpoře Armády ČR, která jako již tradičně poskytla letoun CASA i posádku. Finančně i organizačně se podílely též další organizace: ITG (International Takhi Group), Ministerstvo životního prostředí ČR, Tierpark Berlin (Německo), Taipei Zoo (Tchaj-wan).

## Výběr koní

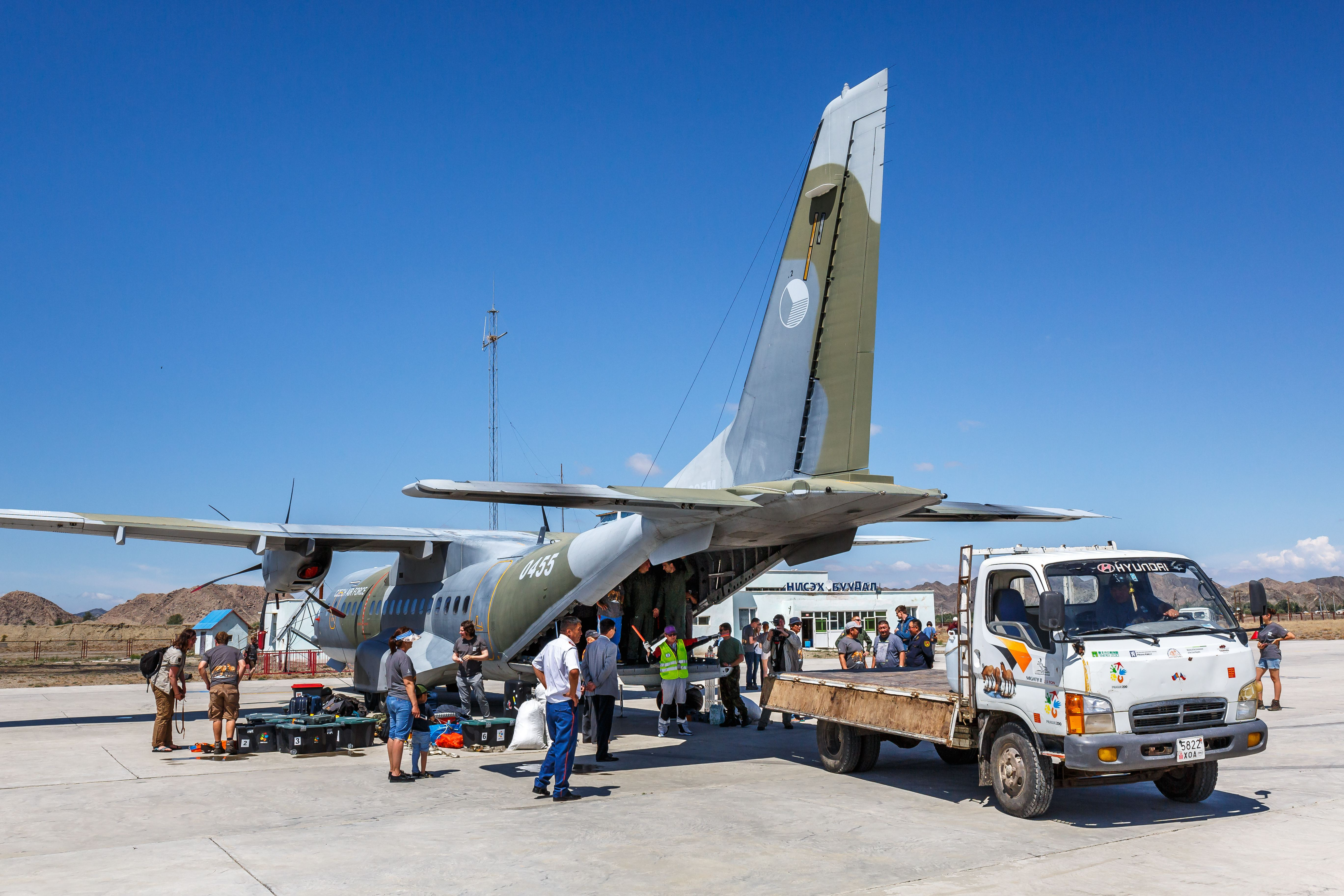
Návrat divokých koní 2018

Stejně jako v předchozích letech byli připraveni čtyři koně, respektive klisny. Původně mělo jít o klisny Yanja, Tania, Spina a Hanna ze čtyř různých chovatelských zařízení v Evropě. Jako náhradnice byly připraveny další dvě klisny (Helmi a Spes).
Nakonec došlo ke změnám, a tak se transportu zúčastnila tato zvířata:
- Yanja (narozena 11. dubna 2015, Wildnispark Curych Langenberg, Švýcarsko)
- Helmi (narozena 2. června 2015, Zoo Helsinky, Finsko) – jedná se o jednu z dvou klisen, o jejichž příjezdu z Finska v únoru 2018 informovala média.[6]
- Hanna (narozena 29. dubna 2015, Zoo Helsinky, Finsko) – jedná se o jednu z dvou klisen, o jejichž příjezdu z Finska v únoru 2018 informovala média.[6]
- Spes (narozena 26. července 2015, Wisentgehege Springe, Německo)

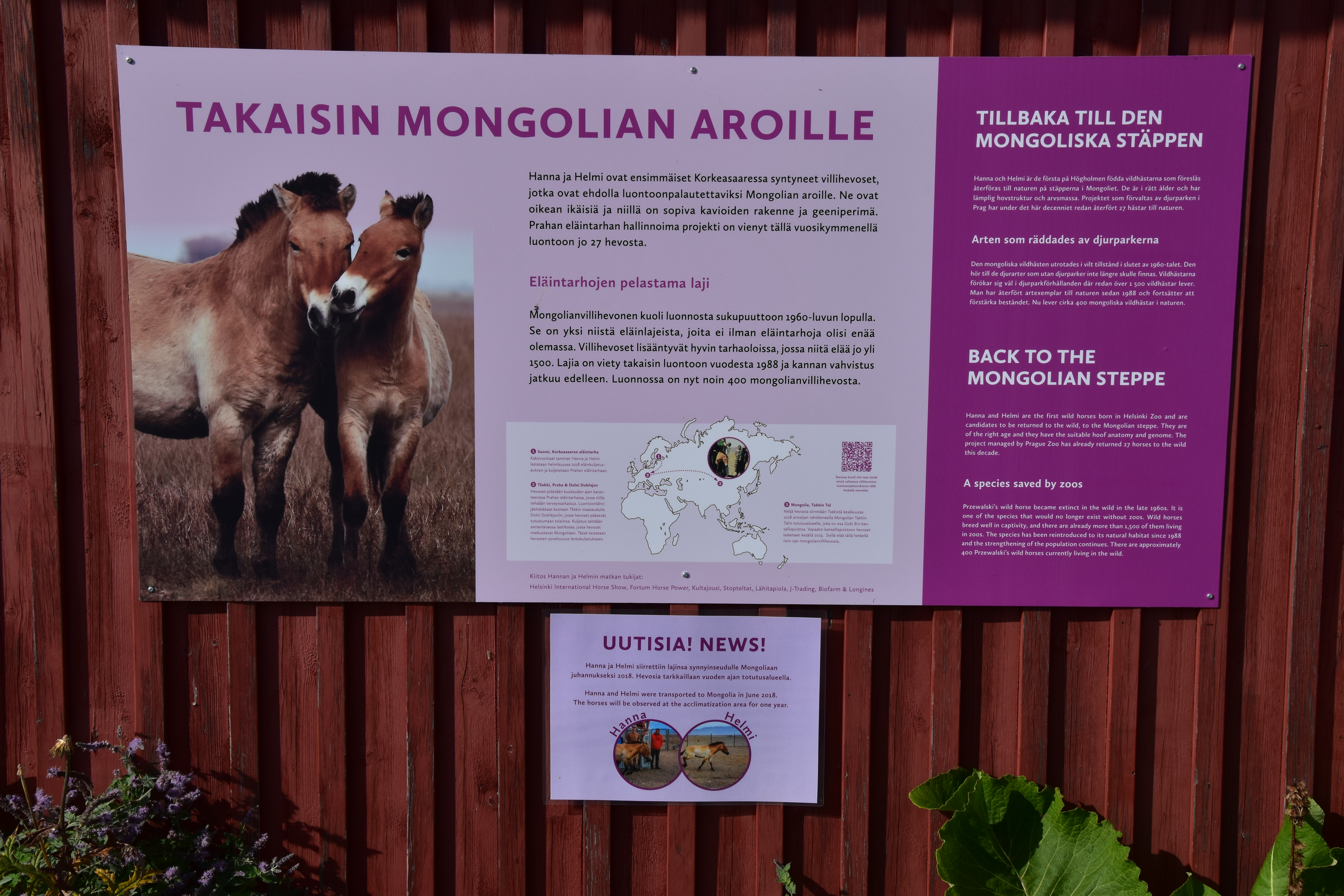
Zoo Helsinky – Informační tabule popisující projekt návratu, vč. mapky cesty místních klisen z Helsinek přes Dolní Dobřejov do Mongolska

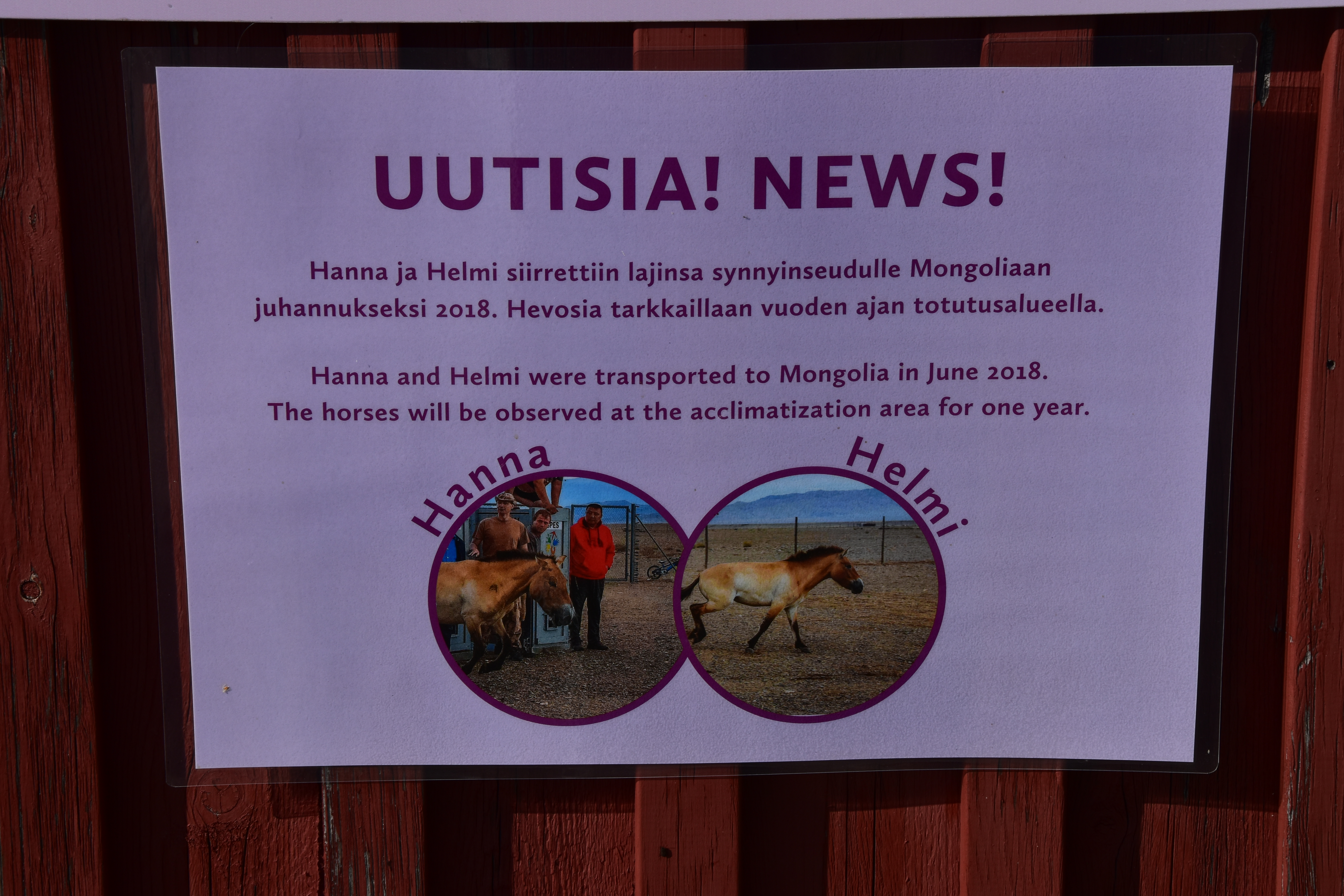
Zoo Helsinky – tabulka upozorňující na novinku, že klisny Helmi a Hanna ze Zoo Helsinky byly převezeny do Mongolska.

## Doprovodné aktivity
Před vlastním transportem se v neděli 17. 6. 2018 v jurtě u výběhu koní Převalského v Zoo Praha konala vernisáž výstavy Fauna Mongolska. Podobné aktivity předcházely i transportu v roce 2017.

## Výzkum
Ve čtvrtek 12. 7. 2018 provedli zástupci České zemědělské univerzity pozorování a natáčení nově přepravených koní Převalského. Vědci z této pražské vysoké školy totiž v Mongolsku studují chování koně Převalského v přírodě.